# Большое Исно
Большо́е И́сно (бел. Вялі́кае І́сна) — озеро в Ушачском районе Витебской области Белоруссии. Относится к бассейну реки Ушача, протекающей через озеро.

## Описание
Озеро Большое Исно располагается в 12 км к юго-западу от городского посёлка Ушачи. Через водоём протекает река Ушача, ниже по течению которой находится озеро Замошье, а выше — озеро Матырино. К северу от водоёма, на правом берегу Ушачи находится деревня Городец. Высота водного зеркала над уровнем моря составляет 137,7 м.
Площадь поверхности водоёма составляет 0,3 км², длина — 1 км, наибольшая ширина — 0,44 км. Длина береговой линии — 2,52 км. Наибольшая глубина — 11 м, средняя — 5,1 м. Объём воды в озере — 1,54 млн м³. Площадь водосбора — 186 км².
Котловина вытянута с юго-запада на северо-восток. Склоны крутые, песчаные, покрытые лесом. Высота склонов котловины достигает 20 м. Береговая линия относительно ровная. Берега низкие, поросшие кустарником, местами заболоченные, на юго-востоке заторфованные. Почти всё дно покрыто глинистым илом. Песчаные отложения встречаются только на северных и восточных участках мелководья. Глубины до 2 м занимают 17 % площади озера, глубины до 5 м — 43 %. В южной части водоёма присутствует остров площадью около 1,2 га.
Минерализация воды достигает 250 мг/л и выше, прозрачность — 2 м. Озеро считается проточным благодаря дренирующей его Ушаче. Помимо того, в озеро впадают три ручья, в том числе из озера Звонь. Однако несмотря на проточность, водоём подвержен эвтрофикации.
До глубины 3,5 м озеро зарастает разнообразной растительностью: хвощами, тростником, камышом, кувшинками, рдестами.
В воде обитают лещ, щука, окунь, сом, язь, линь, карась, плотва, ёрш и другие виды рыб, а также раки. По берегам живут бобры.